# The Best Damn Tour
The Best Damn Tour è stato il terzo tour musicale della cantante canadese Avril Lavigne, a supporto del suo terzo album in studio The Best Damn Thing (2007).

## Scaletta
1. Girlfriend
2. I Can Do Better
3. Complicated
4. My Happy Ending
5. I'm With You
6. I Always Get What I Want
7. When You're Gone (al pianoforte)
8. Innocence (acustica)
9. Don't Tell Me (acustica)
10. Hot (acustica)
11. Losing Grip (acustica)
12. Interlude video (Bad Reputation - cover di Joan Jett)
13. Everything Back But You
14. Runaway (alla batteria)
15. Mickey (alla batteria - cover di Tony Basil)
16. The Best Damn Thing
17. I Don't Have to Try
18. He Wasn't
19. Girlfriend Remix (con Lil Mama)
20. Sk8er Boi

## Date
| Data              | Città               | Paese         | Luogo                             |
| Nord America      | Nord America        | Nord America  | Nord America                      |
| ----------------- | ------------------- | ------------- | --------------------------------- |
| 5 marzo 2008      | Victoria            | Canada        | Save-On-Foods Memorial Centre     |
| 7 marzo 2008      | Vancouver           | Canada        | General Motors Place              |
| 8 marzo 2008      | Kamloops            | Canada        | Interior Savings Centre           |
| 9 marzo 2008      | Kelowna             | Canada        | Prospera Place                    |
| 11 marzo 2008     | Prince George       | Canada        | CN Centre                         |
| 12 marzo 2008     | Edmonton            | Canada        | Rexall Place                      |
| 13 marzo 2008     | Calgary             | Canada        | Pengrowth Saddledome              |
| 15 marzo 2008     | Regina              | Canada        | Brandt Centre                     |
| 16 marzo 2008     | Saskatoon           | Canada        | Credit Union Centre               |
| 18 marzo 2008     | Winnipeg            | Canada        | MTS Centre                        |
| 20 marzo 2008     | Minneapolis         | Stati Uniti   | Target Center                     |
| 21 marzo 2008     | Rosemont            | Stati Uniti   | Allstate Arena                    |
| 22 marzo 2008     | Auburn Hills        | Stati Uniti   | The Palace of Auburn Hills        |
| 25 marzo 2008     | Pittsburgh          | Stati Uniti   | A.J. Palumbo Center               |
| 26 marzo 2008     | Cleveland           | Stati Uniti   | Quicken Loans Arena               |
| 28 marzo 2008     | Atlantic City       | Stati Uniti   | Borgata Event Center              |
| 29 marzo 2008     | Buffalo             | Stati Uniti   | HSBC Arena                        |
| 30 marzo 2008     | East Rutherford     | Stati Uniti   | Izod Center                       |
| 1º aprile 2008    | Boston              | Stati Uniti   | Agganis Arena                     |
| 2 aprile 2008     | Montréal            | Canada        | Bell Centre                       |
| 3 aprile 2008     | Ottawa              | Canada        | Scotiabank Place                  |
| 7 aprile 2008     | Toronto             | Canada        | Air Canada Centre                 |
| 8 aprile 2008     | Kingston            | Canada        | K-Rock Centre                     |
| 9 aprile 2008     | London              | Canada        | John Labatt Centre                |
| 11 aprile 2008    | Uniondale           | Stati Uniti   | Nassau Veterans Memorial Coliseum |
| 12 aprile 2008    | Uncasville          | Stati Uniti   | Mohegan Sun Arena                 |
| 13 aprile 2008    | Manchester          | Stati Uniti   | Verizon Wireless Arena            |
| 15 aprile 2008    | Fairfax             | Stati Uniti   | Patriot Center                    |
| 18 aprile 2008    | Atlanta             | Stati Uniti   | Philips Arena                     |
| 19 aprile 2008    | Tampa               | Stati Uniti   | St. Pete Times Forum              |
| 20 aprile 2008    | West Palm Beach     | Stati Uniti   | Sound Advice Amphitheatre         |
| 21 aprile 2008    | Miami               | Stati Uniti   | American Airlines Arena           |
| 22 aprile 2008    | Biloxi              | Stati Uniti   | Hard Rock Live                    |
| 24 aprile 2008    | Hidalgo             | Stati Uniti   | Dodge Arena                       |
| 25 aprile 2008    | Houston             | Stati Uniti   | Cynthia Woods Mitchell Pavilion   |
| 26 aprile 2008    | Dallas              | Stati Uniti   | Smirnoff Music Centre             |
| 27 aprile 2008    | Selma               | Stati Uniti   | Verizon Wireless Amphitheater     |
| 29 aprile 2008    | Las Vegas           | Stati Uniti   | Pearl Concert Theatre             |
| Europa            |                     |               |                                   |
| 26 maggio 2008    | Glasgow             | Regno Unito   | Carling Academy Glasgow           |
| 27 maggio 2008    | Glasgow             | Regno Unito   | Carling Academy Glasgow           |
| 29 maggio 2008    | Manchester          | Regno Unito   | Manchester Evening News Arena     |
| 30 maggio 2008    | Birmingham          | Regno Unito   | NEC Arena                         |
| 31 maggio 2008    | Cardiff             | Regno Unito   | Cardiff International Arena       |
| 1º giugno 2008    | Plymouth            | Regno Unito   | Plymouth Pavilions                |
| 3 giugno 2008     | Bournemouth         | Regno Unito   | Windsor Hall                      |
| 4 giugno 2008     | Londra              | Regno Unito   | The O2 Arena                      |
| 6 giugno 2008     | Dublino             | Irlanda       | RDS Simmonscourt                  |
| 7 giugno 2008     | Belfast             | Regno Unito   | SSE Odyssey Arena                 |
| 9 giugno 2008     | Esch-sur-Alzette    | Lussemburgo   | Rockhal                           |
| 10 giugno 2008    | Parigi              | Francia       | Zénith                            |
| 12 giugno 2008    | Bolzano             | Italia        | PalaOnda                          |
| 13 giugno 2008    | Milano              | Italia        | Mediolanum Forum                  |
| 14 giugno 2008    | Monaco              | Monaco        | Grimaldi Forum                    |
| 17 giugno 2008    | Monaco              | Germania      | Zenith die Kulturhalle            |
| 18 giugno 2008    | Düsseldorf          | Germania      | Philipshalle                      |
| 20 giugno 2008    | Amsterdam           | Paesi Bassi   | Heineken Music Hall               |
| 21 giugno 2008    | Bruxelles           | Belgio        | Forest National                   |
| 22 giugno 2008    | Mannheim            | Germania      | Mannheimer Rosengarten            |
| 23 giugno 2008    | Dresda              | Germania      | Freilichtbühne Großer Garten      |
| 24 giugno 2008    | Berlino             | Germania      | Columbiahalle                     |
| 26 giugno 2008    | Copenaghen          | Danimarca     | K.B. Hallen                       |
| 28 giugno 2008    | Stoccolma           | Svezia        | Annexet                           |
| 30 giugno 2008    | Helsinki            | Finlandia     | Helsinki Ice Hall                 |
| 1º luglio 2008    | Tallinn             | Estonia       | Saku Suurhall Arena               |
| 2 luglio 2008     | Riga                | Lettonia      | Arena Riga                        |
| 3 luglio 2008     | Vilnius             | Lituania      | Siemens Arena                     |
| 5 luglio 2008     | Breslavia           | Polonia       | Centennial Hall                   |
| 7 luglio 2008     | Budapest            | Ungheria      | Petőfi Csarnok Szabadtér          |
| 8 luglio 2008     | Praga               | Rep. Ceca     | O2                                |
| 9 luglio 2008     | Leoben              | Austria       | Hauptplatz Leoben                 |
| Nord America      |                     |               |                                   |
| 22 luglio 2008    | Maryland Heights    | Stati Uniti   | Verizon Wireless Amphitheater     |
| 23 luglio 2008    | Noblesville         | Stati Uniti   | Verizon Wireless Music Center     |
| 25 luglio 2008    | Hershey             | Stati Uniti   | Hersheypark Stadium               |
| 26 luglio 2008    | Hartford            | Stati Uniti   | XL Center                         |
| 28 luglio 2008    | Cincinnati          | Stati Uniti   | Riverbend Music Center            |
| 29 luglio 2008    | Charlotte           | Stati Uniti   | Time Warner Cable Arena           |
| 30 luglio 2008    | Raleigh             | Stati Uniti   | RBC Center                        |
| 1º agosto 2008    | Bethleham           | Stati Uniti   | RiverPlace on Sand Island         |
| 2 agosto 2008     | Saratoga Springs    | Stati Uniti   | Saratoga Performing Arts Center   |
| 3 agosto 2008     | Toms River Township | Stati Uniti   | TR North Campus                   |
| 5 agosto 2008     | Sudbury             | Canada        | Sudbury Community Arena           |
| 6 agosto 2008     | Toronto             | Canada        | Molson Amphitheater               |
| 8 agosto 2008     | Saint John          | Canada        | Harbour Station                   |
| 9 agosto 2008     | Moncton             | Canada        | Moncton Coliseum                  |
| 10 agosto 2008    | Halifax             | Canada        | Halifax Metro Centre              |
| 12 agosto 2008    | St. John's          | Canada        | Mile One Centre                   |
| 13 agosto 2008    | St. John's          | Canada        | Mile One Centre                   |
| Asia              |                     |               |                                   |
| 29 agosto 2008    | Kuala Lumpur        | Malaysia      | Stadium Merdeka                   |
| 1º settembre 2008 | Seul                | Corea del Sud | Melon-AX Hall                     |
| 3 settembre 2008  | Quezon City         | Filippine     | Araneta Coliseum                  |
| 5 settembre 2008  | Taipei              | Taiwan        | TWTC Hall                         |
| 7 settembre 2008  | Singapore           | Singapore     | Singapore Indoor Stadium          |
| 10 settembre 2008 | Hamamatsu           | Giappone      | Hamamatsu Arena                   |
| 11 settembre 2008 | Niigata             | Giappone      | International Exhibition Hall     |
| 13 settembre 2008 | Tokyo               | Giappone      | Yoyogi National Gymnasium         |
| 14 settembre 2008 | Tokyo               | Giappone      | Yoyogi National Gymnasium         |
| 16 settembre 2008 | Tokyo               | Giappone      | Tokyo Dome                        |
| 17 settembre 2008 | Nagoya              | Giappone      | Nagoya Rainbow Hall               |
| 18 settembre 2008 | Nagoya              | Giappone      | Nagoya Rainbow Hall               |
| 20 settembre 2008 | Osaka               | Giappone      | International Conference Hall     |
| 21 settembre 2008 | Osaka               | Giappone      | International Conference Hall     |
| 22 settembre 2008 | Fukuoka             | Giappone      | Marine Messe Fukuoka              |
| 24 settembre 2008 | Hiroshima           | Giappone      | Hiroshima Sun Plaza               |
| 26 settembre 2008 | Macao               | Macao         | Cotai Arena                       |
| 28 settembre 2008 | Guangzhou           | Cina          | Guangzhou Gymnasium               |
| 30 settembre 2008 | Chengdu             | Cina          | Chengdu Sports Centre             |
| 2 ottobre 2008    | Lijiang             | Cina          | Shuhe Sanduo Plaza                |
| 4 ottobre 2008    | Shanghai            | Cina          | Shanghai Indoor Stadium           |
| 6 ottobre 2008    | Pechino             | Cina          | Wukesong Culture & Sports Center  |

## DVD del concerto
Il 19 settembre 2008 è stato pubblicato in Italia il DVD della tournée. Intitolato The Best Damn Tour - Live in Toronto, è stato registrato il 7 aprile durante la tappa di Toronto del tour.